# Entre o Céu e o Inferno (1956)
Between Heaven and Hell (bra/prt: Entre o Céu e o Inferno) é um filme norte-americano de 1956, do gênero guerra, dirigido por Richard Fleischer e estrelado por Robert Wagner e Terry Moore.
Um drama de guerra com mais conversa que ação, Entre o Céu e o Inferno é um veículo para Robert Wagner, promovido pela 20th Century Fox como "o novo Tyrone Power".

## Sinopse
Sam Gifford é um jovem fazendeiro que trata muito mal seus meeiros. Convocado para lutar no Pacífico durante a Segunda Guerra Mundial, ele encontra o psicopata Capitão Waco Grimes, que quase o faz desistir de tudo. No entanto, ao salvar a vida do colega Willie e tornar-se um herói, Sam recobra a confiança e descobre em si mesmo as forças que lhe permitirão enfrentar o comandante. A experiência acaba também por fazê-lo mudar a maneira de levar a vida.

## Premiações
| Patrocinador                                  | Prêmio | Categoria                               | Situação |
| --------------------------------------------- | ------ | --------------------------------------- | -------- |
| Academia de Artes e Ciências Cinematográficas | Oscar  | Melhor Trilha Sonora (Drama ou Comédia) | Indicado |

## Elenco
| Ator/Atriz         | Personagem                   |
| ------------------ | ---------------------------- |
| Robert Wagner      | Soldado Sam Francis Gifford  |
| Terry Moore        | Jenny Gifford                |
| Broderick Crawford | Capitão 'Waco' Grimes        |
| Buddy Ebsen        | Soldado Willie Crawford      |
| Robert Keith       | Coronel Cousins              |
| Brad Dexter        | Tenente 'Little Joe' Johnson |
| Mark Damon         | Soldado Terry                |
| Ken Clark          | Morgan                       |
| Harvey Lembeck     | Soldado 'Bernie' Meleski     |
| Skip Homeier       | Soldado Swanson              |
| L. Q. Jones        | Soldado Kenny                |
| Tod Andrews        | Tenente Ray Mosby            |
| Biff Elliot        | Tom Thumb                    |
| Bart Burns         | Soldado Raker                |